# Strophius melloleitaoi
Strophius melloleitaoi là một loài nhện trong họ Thomisidae.
Loài này thuộc chi Strophius. Strophius melloleitaoi được Ilka Maria Fernandes Soares miêu tả năm 1943.